# 에티오피아 이름
에티오피아 이름은 하베샤라고도 하며, 에티오피아및 에리트레아에서 쓰인다. 에티오피아 이름의 얼개는 아랍 이름과 비슷하여 유럽에서 쓰이는 성 대신 부계 혈족의 계통을 나타내는 족명을 쓴다. 그러나 에리트레아에서는 법률을 고쳐서 모계 혈통도 반영할 수 있도록 했다.
아기는 태어날 때 이름(개인명)을 갖고, 같은 대에 속하는 이름이 같은 다른 사람과 구별하기 위해서 아버지의 이름을 부가적으로 쓰는데, 서부지역에서는 이것을 서구의 성과 같은 개념으로 쓰기도 한다. 그러나 성과 다른 점은 이 아버지 이름은 다음 세대로 계승되지 않는 것이다. 또한 성을 쓰지 않기 때문에 에티오피아 여성은 결혼해도 남편 성을 따르는 일이 없다.
에티오피아 남성 세나이 아브라함과 여성 테이벤 테월데의 경우, 세나이와 테이벤은 이름, 아브라함과 테월데는 그
아버지 이름이 되며, 이들이 낳은 자식들은 아버지 이름 세나이가 비슷한 이름을 가진 다른 아이들과의 가름말이 된다.

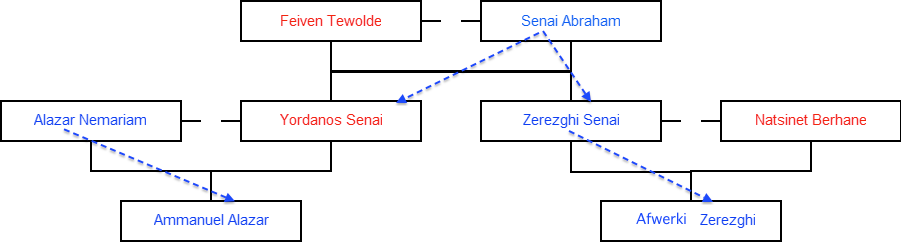
에티오피아 가계의 예시. 파랑: 남성. 빨강: 여성.

## 같이 보기
- 부칭